# Pleurolabus exaratus
Pleurolabus exaratus es una especie de coleóptero de la familia Attelabidae.

## Distribución geográfica
Habita en Sudáfrica.